# Osmorezeptor
Osmorezeptoren sind spezialisierte Rezeptorzellen, die die Konzentration gelöster Moleküle (die osmotische Konzentration) der Flüssigkeit außerhalb der Zelle messen und an der Osmoregulation beteiligt sind.

## Funktionsweise
Das Zellinnere (Zytoplasma) bei Säugetieren besitzt eine genau regulierte osmotische Konzentration von 290 mosmol/l. Im Gleichgewichtszustand ist die extrazelluläre osmotische Konzentration von Säugetieren einschließlich der Meeressäuger ebenfalls 290 mosmol/l. Ist die extrazelluläre osmotische Konzentration gleich der intrazellulären, so gleichen sich die Diffusionsströme in die Zelle hinein und aus der Zelle hinaus aus, insgesamt kommt es zu keiner Veränderung der Konzentration.

### Extrazelluläre Hypoosmolarität
Fällt jedoch die osmotische Konzentration außerhalb der Zelle ab – zum Beispiel durch erhöhten Salzverlust oder durch eine Wasservergiftung – so strömt Flüssigkeit entlang des osmotischen Gradienten von außen in die Zelle hinein. Es folgt aufgrund der hypotonen Umgebung eine Zellschwellung. Durch diese Schwellung öffnen sich mechanosensitive Ionenkanäle. Die Folge ist eine Depolarisation des Membranpotenzials der Zellmembran und damit die Ausschüttung von Transmitter-Stoffen oder die Erzeugung eines Aktionspotential. Die Bildung des Hormons Vasopressin wird gezügelt, wodurch die Niere weniger Wasser aus dem Primärharn resorbiert und mehr Urin gebildet wird (Diurese).

### Extrazelluläre Hyperosmolarität
Entsprechend hyperpolarisieren die Zellen bei Erhöhung der Osmolarität außerhalb der Zelle. Bei einer hypertonen Umgebung schrumpfen die Zellen. Dadurch wird das Durstgefühl vermittelt. Bei Durst wird das Hormon Vasopressin ausgeschüttet, das in der Niere für eine verstärkte Resorption von Wasser sorgt. Eine erhöhte Osmolarität führt im Menschen auch zu einer Minderung der Schweißproduktion bei körperlicher Aktivität. Ungeklärt ist bisher die Frage nach der Beendigung des Durstgefühls beim Trinken. Bis die aufgenommene Flüssigkeitsmenge nämlich das Blut und die Osmorezeptoren im Gehirn erreicht hat, vergehen einige Minuten. Das Durstgefühl verschwindet beim Trinken jedoch schon nach Sekunden, vermutlich durch Osmorezeptoren im Rachen und Verdauungstrakt. Die Durstlöschung erfolgt vermutlich aber auch ohne eine notwendige Beteiligung des Magens, da eine Infusion hypotoner Lösungen ebenfalls den Durst mindert.
Der Körper besitzt eine Reihe von Hormonen, die an der Homöostase der osmotischen Konzentration beteiligt sind. Dazu zählen im Wesentlichen das Vasopressin oder Antidiuretische Hormon (ADH), Aldosteron und atriale natriuretische Peptid (ANP oder ANF).

## Vorkommen
Osmorezeptoren sitzen im Hypothalamus sowie im juxtaglomerulären Apparat der Niere. Die Osmorezeptoren im Zentralnervensystem liegen in Bereichen ohne Blut-Hirn-Schranke. Weitere Osmorezeptoren (periphere Osmorezeptoren) befinden sich im Rachen, im Verdauungstrakt, im Mesenterium, in der Pfortader und der Leber. Der Zelltyp der peripheren Osmorezeptoren ist unbekannt.